# ニホンモニター
ニホンモニター株式会社は、東京都港区に本社を置く、メディアモニタリングの提供、スポーツスポンサーシップ効果測定などの事業を展開する会社。
メディアモニタリングとしては「タレント番組出演本数ランキング」「タレントCM起用社数ランキング」を発表している。

## 事業所
- 本社（〒105-0013 東京都港区浜松町1丁目7番3号第一ビル）
- 名古屋モニターセンター（〒450-0003　愛知県名古屋市中村区名駅南1-17-10 SUZU1 05ビル 3階）
- 関西支社(〒530-0003　大阪府大阪市北区堂島2-1-27桜橋千代田ビル10F)